# Liste der Einträge im National Register of Historic Places im Marshall County (Iowa)

Lage des Marshall County in Iowa

Die Liste der Einträge im National Register of Historic Places im Marshall County in Iowa führt die Bauwerke und historischen Stätten im Marshall County auf, die in das National Register of Historic Places aufgenommen wurden.

## Legende
| NRHP | Historic Place    |
| HD   | Historic District |

## Aktuelle Einträge
| [ 2 ] | Name                                      | Bild                                    | Eintragsdatum        | Lage | Ort                          | Beschreibung |
| ----- | ----------------------------------------- | --------------------------------------- | -------------------- | --- | ---------------------------- | --- |
| 0     | Thaddeus Binford House                    | Thaddeus Binford House                  | 1984 ID-Nr. 84001286 | 110 North 2nd Avenue 42° 3′ 4″ N, 92° 54′ 34″ W                                                          | Marshalltown                 | 1874 im Italianate-Stil errichtetes Wohnhaus |
| 2     | Dobbin Round Barn                         | Dobbin Round Barn                       | 1986 ID-Nr. 86001459 | Abseits der County Road S52 41° 59′ 6″ N, 93° 11′ 58″ W                                                  | südwestlich von State Center | 1919 errichtete Rundscheune |
| 3     | Matthew Edel Blacksmith Shop and House    | Matthew Edel Blacksmith Shop and House  | 1983 ID-Nr. 83000391 | 1st Street Ecke 3rd Avenue 41° 56′ 42″ N, 92° 57′ 40″ W                                                  | Haverhill                    | 1880 errichtete Schmiede und Wohnhaus |
| 4     | Glick-Sower House                         | Glick-Sower House                       | 1993 ID-Nr. 93000331 | 201 East State Street 42° 3′ 0″ N, 92° 54′ 33″ W                                                         | Marshalltown                 | 1860 im Italianate-Stil errichtetes Wohnhaus; heute Museum                                                                                               |
| 5     | Le Grand Bridge (1896)                    |                                         | 1998 ID-Nr. 98000481 | Brücke der Abbot Avenue über den Iowa River 42° 1′ 54″ N, 92° 45′ 58″ W                                  | Le Grand                     | 1896 errichtete Fachwerkbrücke; 2008 durch Hochwasser zerstört, aber noch nicht aus dem Register gestrichen; siehe auch Tama County                      |
| 6     | Le Grand Bridge (1914)                    | Le Grand Bridge (1914)                  | 1998 ID-Nr. 98000499 | Brücke der County Road T37 über einen Altarm des Iowa River 42° 1′ 47″ N, 92° 46′ 59″ W                  | Le Grand                     | 1914–1915 errichtete Betonbrücke; heute für den Verkehr gesperrt                                                                                         |
| 7     | Marshall County Courthouse                | Marshall County Courthouse              | 1972 ID-Nr. 72000478 | Courthouse Square 42° 2′ 55″ N, 92° 54′ 42″ W                                                            | Marshalltown                 | 1884–1886 nach einem Entwurf des Architekten John C. Cochrane im neoklassizistischen Stil errichtetes Justiz- und Verwaltungsgebäude des Marshall County |
| 8     | Marshalltown Downtown Historic District   | Marshalltown Downtown Historic District | 2002 ID-Nr. 01001463 | Abgegrenzt durch 2nd Street, State Street, 3rd Avenue und East Church Street 42° 2′ 57″ N, 92° 54′ 48″ W | Marshalltown                 | Aus 79 Geschäftsgebäuden im Italianate und im neuromanischen Stil bestehender historischer Distrikt im Stadtzentrum                                      |
| 9     | Minerva Creek Bridge                      |                                         | 1998 ID-Nr. 98000497 | Brücke der 140th Street über den Minerva Creek 42° 9′ 3,7″ N, 93° 9′ 55,8″ W                             | Clemons                      | 1912 errichtete Bogenbrücke |
| 10    | Quarry Bridge                             | Quarry Bridge                           | 1998 ID-Nr. 98000498 | Brücke der County Road I-4 über den Iowa River 42° 1′ 35″ N, 92° 48′ 29″ W                               | Marshalltown                 | 1885 errichtete Fachwerkbrücke; heute für den Verkehr gesperrt                                                                                           |
| 11    | State Center Commercial Historic District |                                         | 2002 ID-Nr. 02001034 | Blöcke 200 und 100 der West Main Street und Block 100 der East Main Street 42° 0′ 58″ N, 93° 9′ 51″ W    | State Center                 | 31 Gebäude verschiedener Baustile im Zentrum der Stadt                                                                                                   |
| 12    | Robert H. Sunday House                    | Robert H. Sunday House                  | 1988 ID-Nr. 88002141 | 1701 Woodfield Road 42° 1′ 36″ N, 92° 55′ 40″ W                                                          | Marshalltown                 | 1957 nach einem Entwurf des Architekten Frank Lloyd Wright im Usonia-Stil errichtetes Wohnhaus                                                           |
| 13    | Watson's Grocery                          | Watson's Grocery                        | 1998 ID-Nr. 98001271 | 106 Main Street 42° 0′ 59″ N, 93° 9′ 50″ W                                                               | State Center                 | 1895 im viktorianischen Stil errichtetes Geschäftshaus; heute Museum                                                                                     |
| 14    | C.H. Whitehead House                      | C.H. Whitehead House                    | 1979 ID-Nr. 79000916 | 108 North 3rd Street 42° 2′ 57″ N, 92° 55′ 22″ W                                                         | Marshalltown                 | 1905 errichtetes Wohnhaus |
| 15    | Leroy R. Willard House                    | Leroy R. Willard House                  | 1976 ID-Nr. 76000794 | 609 West Main Street 42° 2′ 57″ N, 92° 55′ 22″ W                                                         | Marshalltown                 | 1910 errichtetes Wohnhaus des Fabrikanten Leroy R. Willard                                                                                               |

## Frühere Einträge
| [ 2 ] | Name                              | Bild                              | Eintragsdatum        | Lage                                                  | Ort          | Beschreibung |
| ----- | --------------------------------- | --------------------------------- | -------------------- | ----------------------------------------------------- | ------------ | --- |
| 1     | First Church of Christ, Scientist | First Church of Christ, Scientist | 1979 ID-Nr. 79000915 | 412 West Main Street 41° 46′ 25,9″ N, 93° 24′ 20,9″ W | Marshalltown | 1903 im Stil der Prairie Houses errichtete Kirche der Christian Science-Gemeinschaft; 1985 abgerissen und 1998 aus dem Register gestrichen |